# IFC 대전
IFC 대전(International Futsal Club Daejeon)는 대한민국 대전광역시에 있었던 풋살 선수단이다. 스페인국제축구클럽이 운영했던 남자 세미프로 풋살단이며, 2013년에 창단되었고 2015년에 해단되었다.

## 참고 문헌
- “스포츠지원포털 등록 현황”. 대한체육회.
- “KFA 통합경기정보 시스템”. 대한축구협회.